# Jota Ceti
Jota Ceti (ι Cet) – gwiazda w gwiazdozbiorze Wieloryba, odległa od Słońca o około 275 lat świetlnych.

## Nazwa
Tradycyjna nazwa gwiazdy, Deneb Kaitos Schemali, wywodzi się od arabskiego wyrażenia ‏ذنب القيطس الشمالي‎ Dhanab al Ḳaiṭos al Shamāliyy, co oznacza „północną (gwiazdę) ogona morskiego potwora”. Odnosi się to do jej położenia w gwiazdozbiorze Wieloryba. Południową gwiazdą ogona Wieloryba była jaśniejsza Beta Ceti, zwana też Deneb Kaitos.

## Charakterystyka
Jota Ceti to jasny olbrzym należący do typu widmowego K1. Jego obserwowana wielkość gwiazdowa to 3,55m, gwiazda jest więc widoczna gołym okiem.
Jota Ceti ma dwóch słabych optycznych towarzyszy. Składnik B ma wielkość gwiazdową 12,87m i znajduje się w odległości 68,4 sekundy kątowej od olbrzyma (pomiar z 2008 r.). Składnik C jest oddalony o 106,4″ (pomiar z 2014 r.) i ma wielkość gwiazdową 10,40m; jego odmienny ruch własny ukazuje, że gwiazdy te nie są związane.